# توني غراهام (لاعب كرة مضرب)
توني غراهام (بالإنجليزية: Tony Graham)‏ هو لاعب كرة مضرب أمريكي، ولد في 29 أكتوبر 1956 في لوس أنجلوس في الولايات المتحدة.

## وصلات خارجية
- توني غراهام على موقع رابطة محترفي التنس (الإنجليزية)
- توني غراهام على موقع الاتحاد الدولي لكرة المضرب (الإنجليزية)
- توني غراهام على موقع خلاصة التنس.كوم (الإنجليزية)